# Zander (Familienname)

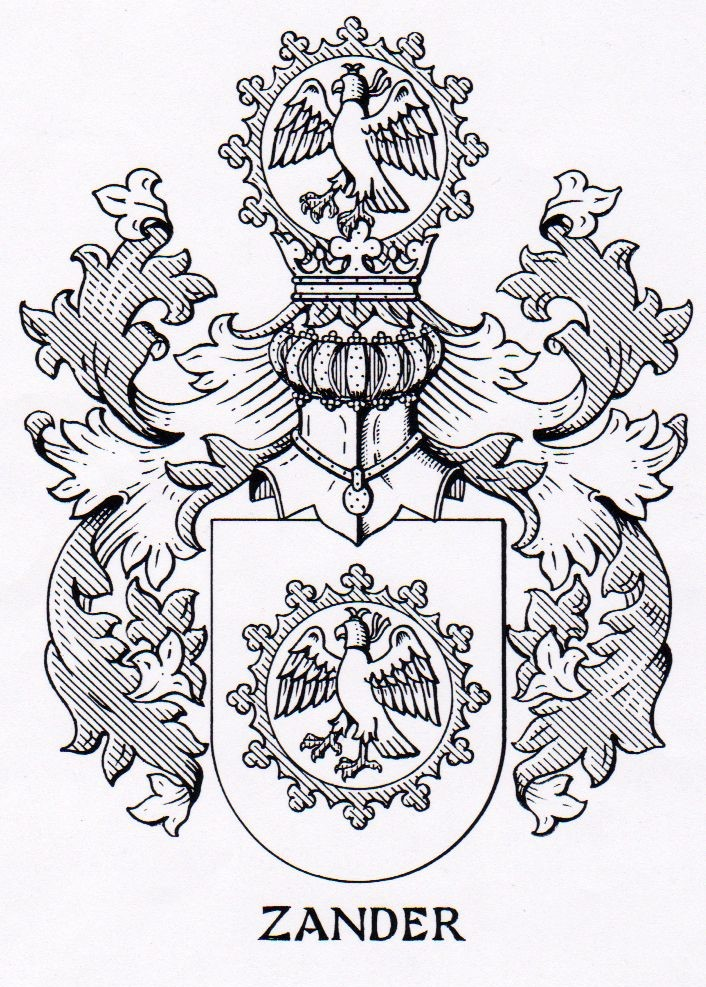
Falkenwappen (1631)

Zander ist der Familienname folgender Personen:

## Namensträger

### A
- Adolf Zander (Jurist) (1829–1910), Reichsgerichtsrat, MdHdA
- Adolf Zander (Musiker) (1843–1914), Komponist, Organist und Chorleiter, Königlich Preußischer Musikdirektor
- Albert Zander (1864–1897), deutscher Ingenieur, Fotograf und Unternehmer
- Alfred Zander (1905–1997), Schweizer Publizist und rechtspolitischer Aktivist
- Anastasia C. Zander (* 2005), deutsche Schauspielerin

### B
- Benjamin Zander (* 1939), britischer Dirigent
- Benni Zander (* 1989), deutscher Sportkommentator und -moderator
- Bernhard Zander, deutscher Fußballspieler

### C
- Charlotte Zander (1930–2014), deutsche Galeristin und Kunstsammlerin
- Christian Zander (Politiker) (* 1978), deutscher Politiker
- Christian Friedrich Gotthilf Zander (Christian Friedrich Gotthold Zander; 1791–1868), deutscher Jurist, Richter und Kanzler
- Claus Zander (1910–2000), deutscher Journalist und Theaterwissenschaftler

### D
- Daniel Zander (1823–1905), deutscher Lehrer, Musiker und Historiker
- Dieter Zander (* 1937), deutscher Architekt; Landeskonservator in Mecklenburg-Vorpommern
- Dietrich Zander (* 1951), deutscher Ruderer
- Dietrich Zander-Schmidt (1959–2019), deutscher Tierarzt
- Dirk Zander (* 1965), deutscher Fußballspieler
- Doris Zander (* 1958), deutsche Fernsehproduzentin

### E
- Eduard Zander (1813–1868), deutscher Naturforscher, Zeichner und Maler
- Elsbeth Zander (1888–1963), deutsche Gründerin des „Deutschen Frauenordens“
- Enoch Zander (1873–1957), deutscher Zoologe und Hochschullehrer
- Erich Zander (Filmarchitekt) (1889–1965), deutscher Filmarchitekt
- Erich Zander (Hockeyspieler) (1905–1991), deutscher Feldhockeyspieler
- Erich Zander (Politiker)  (1906–1985), deutscher Politiker (CDU)
- Ernst Zander (1927–2023), deutscher Ökonom, Wirtschaftsmanager (Hamburgische Electricitäts-Werke, Reemtsma Cigarettenfabriken) und Autor
- Erwin H. Zander (1929–2022), deutscher Architekt und Hochschullehrer
- Eugen Zander (1902–1971), deutscher Widerstandskämpfer

### F
- Frank Zander (* 1942), deutscher Musiker, Fernsehmoderator und Schauspieler
- Fred Zander (1935–2012), deutscher Politiker (SPD)
- Friedrich Zander (Geistlicher) († 1696), deutscher Theologe
- Friedrich von Zander (Jurist, 1791) (1791–1868), deutscher Jurist und Kanzler
- Friedrich Zander (Philologe) (1811–1894), deutscher Klassischer Philologe, Komponist und Hochschullehrer
- Friedrich von Zander (Jurist, 1824) (1824–1880), deutscher Verwaltungsbeamter und Politiker
- Friedrich Arturowitsch Zander (1887–1933), russischer Raketenforscher
- Fritz Zander (1890–nach 1945), deutscher Verwaltungsbeamter und kommissarischer Landrat

### G
- Gustav Zander (1835–1920), schwedischer Mediziner und Physiotherapeut

### H
- Hans Zander (Komponist) (1905–1985), deutscher Komponist und Violinist
- Hans Zander (Schauspieler) (1937–1991), deutscher Schauspieler
- Hans Conrad Zander (* 1937), Schweizer Journalist und Schriftsteller
- Hans-Joachim Zander (1933–2024), deutscher Ingenieur und Hochschullehrer
- Heinrich Zander (1800–1876), deutscher Pastor und Ornithologe
- Heinz Zander (1939–2024), deutscher Maler, Zeichner, Grafiker, Illustrator und Schriftsteller
- Heinz Joachim Zander (1920–2010), deutscher Pianist, Komponist und Pädagoge
- Helmut Zander (* 1957), deutscher Historiker und Theologe
- Helmuth Zander (1888–1967), deutscher Politiker (GB/BHE)
- Hermann Zander (1912–1973), deutscher Ruderer
- Holger Zander (* 1943), deutscher Kanute
- Horst Zander (Generalleutnant) (1929–2023), deutscher Generalleutnant der Nationalen Volksarmee
- Horst Zander (Regisseur) (1939–2012), deutscher Regisseur
- Horst Zander (Anglist) (* 1949), deutscher Anglist, Hochschullehrer und Shakespeare-Forscher

### J
- Joakim Zander (* 1975), schwedischer Jurist und Autor
- Jörg Zander (* 1964), deutscher Maschinenbauingenieur
- Johan David Zander (1753–1796), schwedischer Komponist
- Johann Friedrich Zander (1767–1846), deutscher Archivar
- John Zander (1890–1967), schwedischer Leichtathlet
- Josef Zander (Politiker) (1878–1951), deutscher Politiker (Zentrum)
- Josef Zander (Mediziner) (1918–2007), deutscher Gynäkologe und Geburtshelfer sowie Hochschullehrer
- Judith Zander (* 1980), deutsche Schriftstellerin
- Jürgen Zander (Sportfunktionär) (1934–2019), deutscher Schulleiter und Sportfunktionär
- Jürgen Zander (Soziologe) (* 1939), deutscher Soziologe und Handschriftenbibliothekar
- Justyna Zander (* 1980), polnisch-deutsch-US-amerikanische Informatikerin und Unternehmerin

### K
- Karl Zander (1891–1950), deutscher Schauspieler, Rezitator und Komponist
- Karl Zander (Elektrotechniker) (1923–2007), deutscher Elektrotechniker
- Karl Fred Zander, siehe Fred Zander
- Klaus Zander (* 1956), deutscher Basketballspieler
- Konrad Zander (1883–1947), deutscher Konteradmiral und General der Flieger
- Konstantin Zander (* 1988), deutscher Schauspieler und Sänger

### L
- Lars Zander (* 1987), deutscher Medienmanager
- Leonhard Zander (1833–1890), deutscher Jurist
- Levin Zander († 1641), deutscher Freikorpsführer, siehe Levin Zanner
- Luca Zander (* 1995), deutscher Fußballspieler
- Ludwig Zander (Theologe) (1791–1872), deutscher Theologe und Pädagoge

### M
- Manuela Zander (* 1978), deutsche Ruderin
- Margherita Zander (* 1948), italienische Politikwissenschaftlerin
- Marit Zander (* 2005), niederländische Volleyballspielerin
- Maximilian Zander (1929–2016), deutscher Chemiker und Schriftsteller
- Michael Zander (* 1932), britischer Rechtswissenschaftler
- Moritz Zander (1861–1932), österreichischer Politiker

### N
- Nina Zander (* 1990), deutsche Tennisspielerin

### O
- Otto Zander (1886–1938), deutscher Parteifunktionär (NSDAP)
- Otto-Eberhard Zander (* 1944), deutscher Offizier und Politikwissenschaftler

### P
- Paul Zander (1884–1955), deutscher Chirurg
- Peter Zander (Schauspieler) (1922–2019), deutsch-britischer Schauspieler
- Peter Zander (Journalist) (* 1966), deutscher Journalist
- Petrus Zander (1619–1672), evangelischer Pfarrer im Kloster Dobbertin

### R
- Richard Zander (Mediziner) (1855–1918), deutscher Anatom und Hochschullehrer
- Richard Zander (Eiskunstläufer) (* 1964), deutscher Eiskunstläufer
- Richard Henry Zander (* 1941), US-amerikanischer Botaniker
- Robert Zander (1892–1969), deutscher Botaniker und Gartenbauwissenschaftler
- Robert Zander (Fußballspieler) (1895–1966), schwedischer Fußballspieler
- Rolf Zander (1934–2020), deutscher Maler, Grafiker und Hochschullehrer
- Roswitha van der Zander (* 1953), deutsche Bildhauerin und Zeichnerin
- Rudolf Zander (1890–1977), deutscher Mediziner

### S
- Sandrina Zander (* 1990), deutsche Schauspielerin
- Stephan Zander (* 1965), deutscher Fußballspieler

### T
- Thomas Zander (Fußballspieler) (* 1951), deutscher Fußballspieler
- Thomas Zander (Galerist) (* 1955), deutscher Galerist, Illustrator und Autor
- Thomas Zander (Ringer) (* 1967), deutscher Ringer
- Thomas Zander (Schauspieler) (* 1968), deutscher Schauspieler, Gebärdensprecher und Moderator
- Till Zander (* 1984), deutscher Badmintonspieler
- Torsten Zander (* 1964), deutscher Fußballspieler

### U
- Uwe Zander, deutscher Eishockeyspieler

### W
- Walter Zander (1898–1993), deutscher Jurist, Musiker, Wirtschaftswissenschaftler und Orientalist, Emigration 1937 nach Großbritannien
- Walther Zander (1938–2007), deutscher Keramiker
- Wilfried Zander (* 1943), deutscher Schauspieler und Stuntman
- Wilhelm Zander (1911–1974), deutscher Parteifunktionär (NSDAP) und SS-Standartenführer
- Willi Zander (* 1946), deutscher Fußballspieler
- Wolfgang Zander (Psychoanalytiker) (1922–2004), deutscher Psychoanalytiker
- Wolfgang Zander (Schriftsteller) (* 1956), deutscher Schriftsteller
- Wolha Zander (* 1976), belarussische Hammerwerferin

### Z
- Zygmunt Zander, polnischer Lebensmitteltechnologe und Hochschullehrer